# Błażej Poboży
Błażej Leszek Poboży (ur. 3 lutego 1977 w Warszawie) – polski politolog, urzędnik państwowy i samorządowiec, doktor nauk humanistycznych, w latach 2019–2023 podsekretarz stanu w Ministerstwie Spraw Wewnętrznych i Administracji, w latach 2024–2025 i od 2025 doradca Prezydenta RP, wykładowca na Wydziale Nauk Politycznych i Studiów Międzynarodowych Uniwersytetu Warszawskiego.

## Życiorys
W 2001 ukończył studia politologiczne na Wydziale Dziennikarstwa i Nauk Politycznych Uniwersytetu Warszawskiego. W 2006 obronił doktorat z zakresu nauk humanistycznych na podstawie pracy pt. Społeczeństwo obywatelskie w polskiej myśli politycznej obozu rządowego 1939–1945. Specjalizuje się w najnowszej historii politycznej Polski i społeczeństwie obywatelskim. Wykłada na macierzystym wydziale (przekształconym w międzyczasie w Wydział Nauk Politycznych i Studiów Międzynarodowych UW), a w przeszłości także w Wyższej Szkole Stosunków Międzynarodowych i Amerykanistyki w Warszawie. Był członkiem Rady Wydziału.
W 2013 założył portal politykawarszawska.pl, opisujący bieżące wydarzenia polityczne w Warszawie, do 2015 był jego redaktorem naczelnym. Przez wiele lat był aktywnym komentatorem politycznym. Wypowiadał się m.in. jako przeciwnik Hanny Gronkiewicz-Waltz i zwolennik referendum ws. jej odwołania. W 2015 bez powodzenia kandydował do Sejmu z listy Prawa i Sprawiedliwości w okręgu nr 19 (startując z 21. miejsca na liście, zdobył 2528 głosów). Od czerwca 2016 do listopada 2018 pełnił funkcję zastępcy burmistrza dzielnicy Bemowo, odpowiedzialnego m.in. za promocję, komunikację i oświatę. Został także redaktorem naczelnym portalu warszawskipis.pl i szefem zespołu programowego kandydata na prezydenta miasta Patryka Jakiego. W 2018 uzyskał mandat radnego Warszawy z poparciem 12 586 wyborców. W 2019 sprawował funkcję członka zarządu Fundacji Rozwoju Systemu Edukacji.
Od 4 września 2019 do 30 listopada 2023 był podsekretarzem stanu w Ministerstwie Spraw Wewnętrznych i Administracji. Nadzorował Departament Komunikacji Społecznej, Departament Wyznań Religijnych oraz Mniejszości Narodowych i Etnicznych, Departament Zdrowia oraz Departament Funduszy Europejskich. Odpowiadał za nadzór nad Centrum Obsługi Projektów Europejskich.
W 2023 kandydował do Sejmu z listy Prawa i Sprawiedliwości w okręgu olsztyńskim. Otrzymał 10 770 głosów, nie uzyskując mandatu. W listopadzie tego samego roku zakończył pełnienie funkcji w administracji rządowej. Następnie zatrudniony w Departamencie Komunikacji Narodowego Banku Polskiego. 9 stycznia 2024 został doradcą prezydenta RP Andrzeja Dudy. W 2024 został wybrany na radnego Sejmiku Województwa Mazowieckiego. W tym samym roku bez powodzenia kandydował do Parlamentu Europejskiego. 5 sierpnia 2025 zakończył pełnienie funkcji doradcy Prezydenta RP. Jeszcze w tym samym miesiącu powrócił na to stanowisko, dołączając do administracji nowego prezydenta RP Karola Nawrockiego.
W 2018 odznaczony Medalem Komisji Edukacji Narodowej.

## Życie prywatne
Jest żonaty, ma troje dzieci.